# Undercover Hidden Dragon
Undercover Hidden Dragon (Ji jern mo lai) è un film del 2006 diretto da Gordon Chan e Dante Lam, con Ronald Cheng, Theresa Fu, Timmy Hung, Miki Yeung e Ella Koon.